# Итурра Пачеко, Эстебан

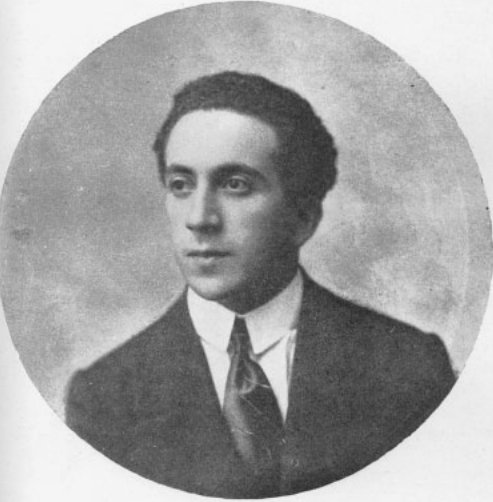
Эстебан Итурра как выпускник Национальной консерватории (1911)

Эстебан Итурра Пачеко (исп. Esteban Iturra Pacheco; 15 августа 1892, Консепсьон — 30 апреля 1965, Консепсьон) — чилийский политик и музыкальный педагог.
Окончил Национальную консерваторию (1911) по классу фортепиано Энрике Соро и факультет права Чилийского университета (1914), получил звание адвоката. На протяжении многих лет преподавал гражданское и коммерческое право в Университете Консепсьона, одновременно в 1920 году учредил в городе консерваторию и до 1930 года возглавлял её. Заседал в городском апелляционном суде.
В 1949 году был избран от Либеральной партии в парламент Чили на четырёхлетний срок, состоял в комитете по финансам, затем в комитете по дорогам и общественным работам.
В 1960—1964 годах по назначению президента Хорхе Алессандри занимал должность интенданта Консепсьона. Был также почётным консулом Испании в регионе.